# Fábio Pereira da Silva
Fábio Pereira da Silva (Petrópolis, Rio de Janeiro, 9 juli 1990) - alias Fábio of Fábio da Silva - is een Braziliaanse voetballer die doorgaans als linksback speelt. Hij verruilde Middlesbrough in juli 2018 voor FC Nantes. Van juli 2008 tot januari 2014 speelde hij samen met zijn tweelingbroer Rafael da Silva bij Manchester United.

## Clubstatistieken
| Seizoen         | Club              | Competitie      | Pr. League | Pr. League | FA Cup | FA Cup | League Cup | League Cup | Com. Shield | Com. Shield | Europa | Europa | Totaal | Totaal |
| Seizoen         | Club              | Competitie      | Wed.       | Dlp.       | Wed.   | Dlp.   | Wed.       | Dlp.       | Wed.        | Dlp.        | Wed.   | Dlp.   | Wed.   | Dlp.   |
| --------------- | ----------------- | --------------- | ---------- | ---------- | ------ | ------ | ---------- | ---------- | ----------- | ----------- | ------ | ------ | ------ | ------ |
| 2008/09         | Manchester United | Premier League  | 1          | 0          | 2      | 0      | 0          | 0          | 0           | 0           | 0      | 0      | 3      | 0      |
| 2009/10         | Manchester United | Premier League  | 5          | 0          | 1      | 0      | 2          | 0          | 1           | 0           | 2      | 0      | 11     | 0      |
| 2010/11         | Manchester United | Premier League  | 11         | 1          | 4      | 1      | 2          | 0          | 1           | 0           | 7      | 0      | 25     | 2      |
| 2011/12         | Manchester United | Premier League  | 5          | 0          | 0      | 0      | 3          | 0          | 0           | 0           | 7      | 0      | 15     | 0      |
| 2012/13         | → QPR             | Premier League  | 21         | 0          | 1      | 1      | 1          | 0          | —           | —           | —      | —      | 23     | 1      |
| 2013/14         | Manchester United | Premier League  | 1          | 0          | 1      | 0      | 1          | 1          | 0           | 0           | 0      | 0      | 3      | 1      |
| 2013/14         | Cardiff City      | Premier League  | 13         | 0          | 0      | 0      | 0          | 0          | 0           | 0           | 0      | 0      | 13     | 0      |
| 2014/15         | Cardiff City      | Championship    | 11         | 0          | 0      | 0      | 0          | 0          | 0           | 0           | 0      | 0      | 11     | 0      |
| Carrière totaal | Carrière totaal   | Carrière totaal | 68         | 1          | 9      | 1      | 9          | 1          | 2           | 0           | 16     | 0      | 104    | 4      |

1 Lafont ·
2 Duverne ·
3 Cozza ·
4 Pallois ·
5 Chirivella  ·
6 Augusto ·
7 Ganago ·
8 Lepenant ·
10 Kadewere ·
11 Coco ·
17 Gbamin ·
21 Castelletto ·
22 Thomas ·
25 Mollet ·
27 Simon ·
28 Centonze ·
30 Carlgren ·
31 Mohamed ·
39 Abline ·
44 Zézé ·
50 Barbet ·
98 Amian ·
Coach: Kombouaré
· Keeperstrainer: Grondin